# Ronald Dominique
Ronald Joseph Dominique, född 9 januari 1964 i Thibodaux, Lousiana, är en amerikansk seriemördare från Bayou Blue-området i Houma, sydöstra Louisiana, USA.
Vid sin arrestering den 1 december 2006 erkände Dominique att han hade våldtagit och mördat åtminstone 23 män, över en 10-årsperiod sedan 1997, i Terrebonne Parish, Lafourche Parish, Iberville Parish och Jefferson Parish som alla ligger som förorter till New Orleans. En hög andel av offren var hemlösa män, och de inkluderade både homosexuella män Dominique hittat på gaybarer och heterosexuella män som han lockat med ett foto på en attraktiv kvinna.
I september 2008 fälldes Dominique till följd av sina erkännanden och dömdes till åtta livstidsstraff. Han undgick dödsstraff i utbyte mot fullständiga bekännelser samt att erkänna sig skyldig till överlagt mord och är fängslad i Louisiana State Penitentiary (LSP).